# Zębodziobek
Zębodziobek, włócznik szablodzioby (Androdon aequatorialis) – gatunek małego ptaka z rodziny kolibrowatych (Trochilidae), występującego w północno-zachodnim Ekwadorze (na południe do prowincji Pichincha), zachodniej Kolumbii oraz wschodniej Panamie (prowincja Darién). Jego środowiskiem są wilgotne lasy tropikalne nizinne i górskie. Należy do monotypowego rodzaju Androdon.

## Taksonomia
Gatunek i rodzaj po raz pierwszy opisał angielski wydawca, przedsiębiorca, przyrodnik i artysta John Gould w czasopiśmie „The Annals and Magazine of Natural History”. Jako miejsce typowe odłowu holotypu Gould wskazał Ekwador. Nie wyróżnia się podgatunków.

### Etymologia
- Androdon: gr. ανηρ anēr, ανδρος andros – mężczyzna; οδους odous, οδων odōn – ząb[8].
- aequatorialis: nowołac. aequatorialis – równikowy, od aequator – równik, od łac. aequare – zrównać, wyrównać, od aequus – równy. Nazwę tę nadawano często gatunkom  występującym w równikowych szerokościach geograficznych Afryki, ale równie powszechnie stosowano ją również dla ptaków zamieszkujących Ekwador (hiszp. ecuador – równik)[9].

## Morfologia
Długość ciała 13,2–14,2 cm (w tym długość dzioba 4 cm). Masa ciała: samce około 9 g, samice 5,5–7 g.

## Status
IUCN uznaje zębodziobka za gatunek najmniejszej troski (LC, Least Concern) nieprzerwanie od 1988 roku. Liczebność światowej populacji szacuje się na 52 000 – 87 000 dorosłych osobników; ptak ten opisywany jest jako rzadki. Trend liczebności populacji uznawany jest za spadkowy ze względu na utratę siedlisk.